# Dach łamany

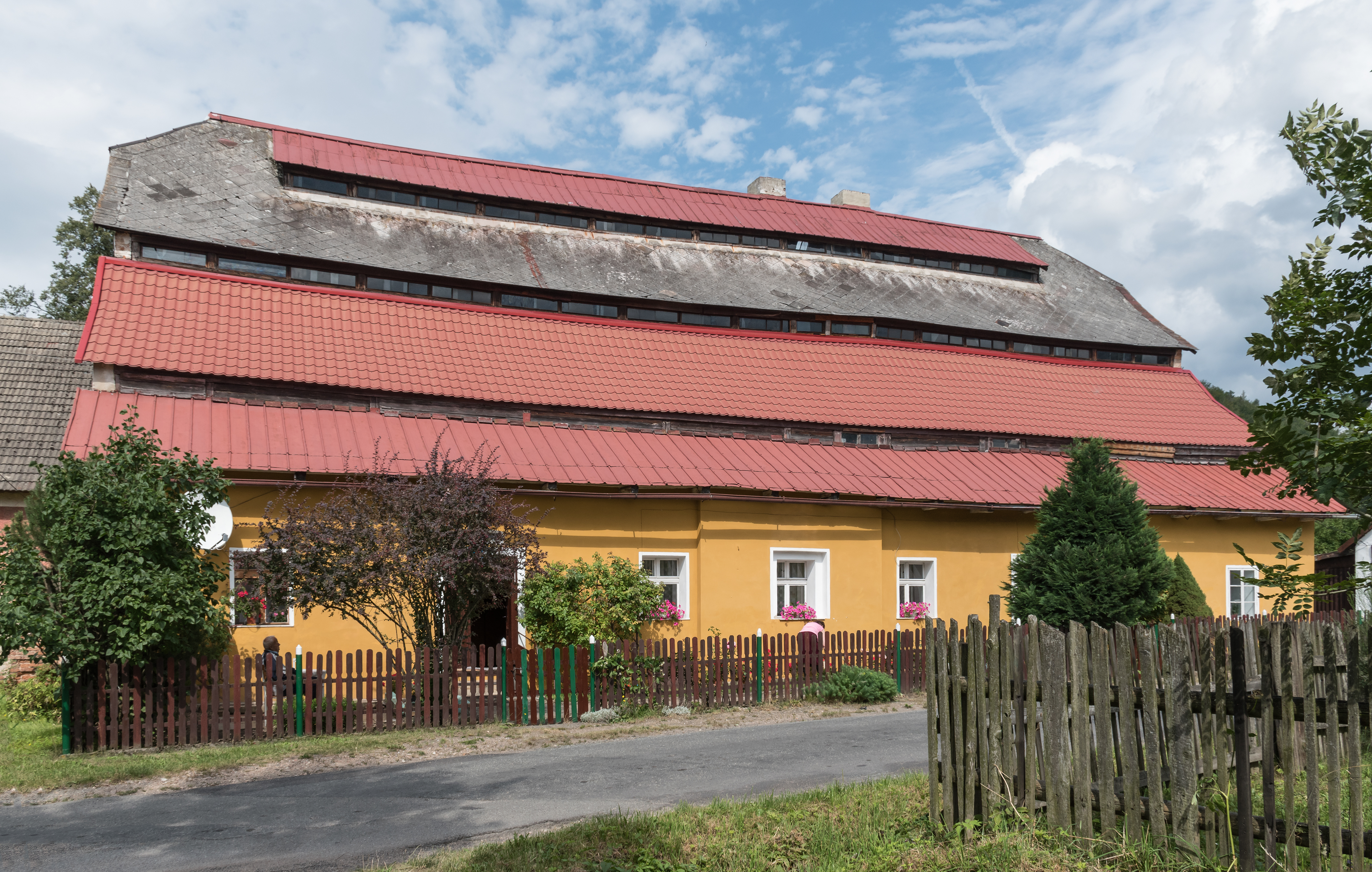
Goworów – budynek z dachem uskokowym

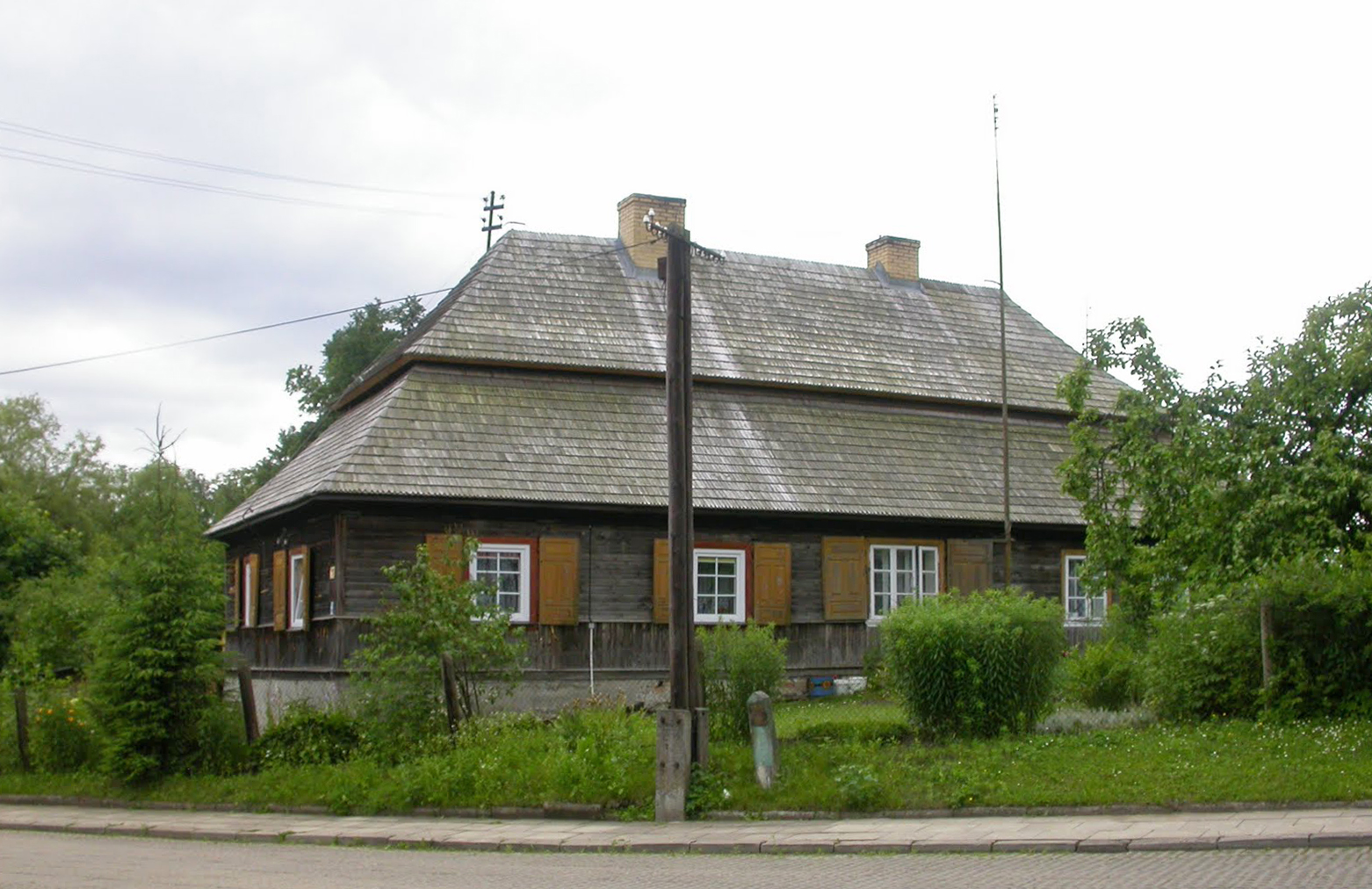
Supraśl – budynek z dachem łamanym polskim

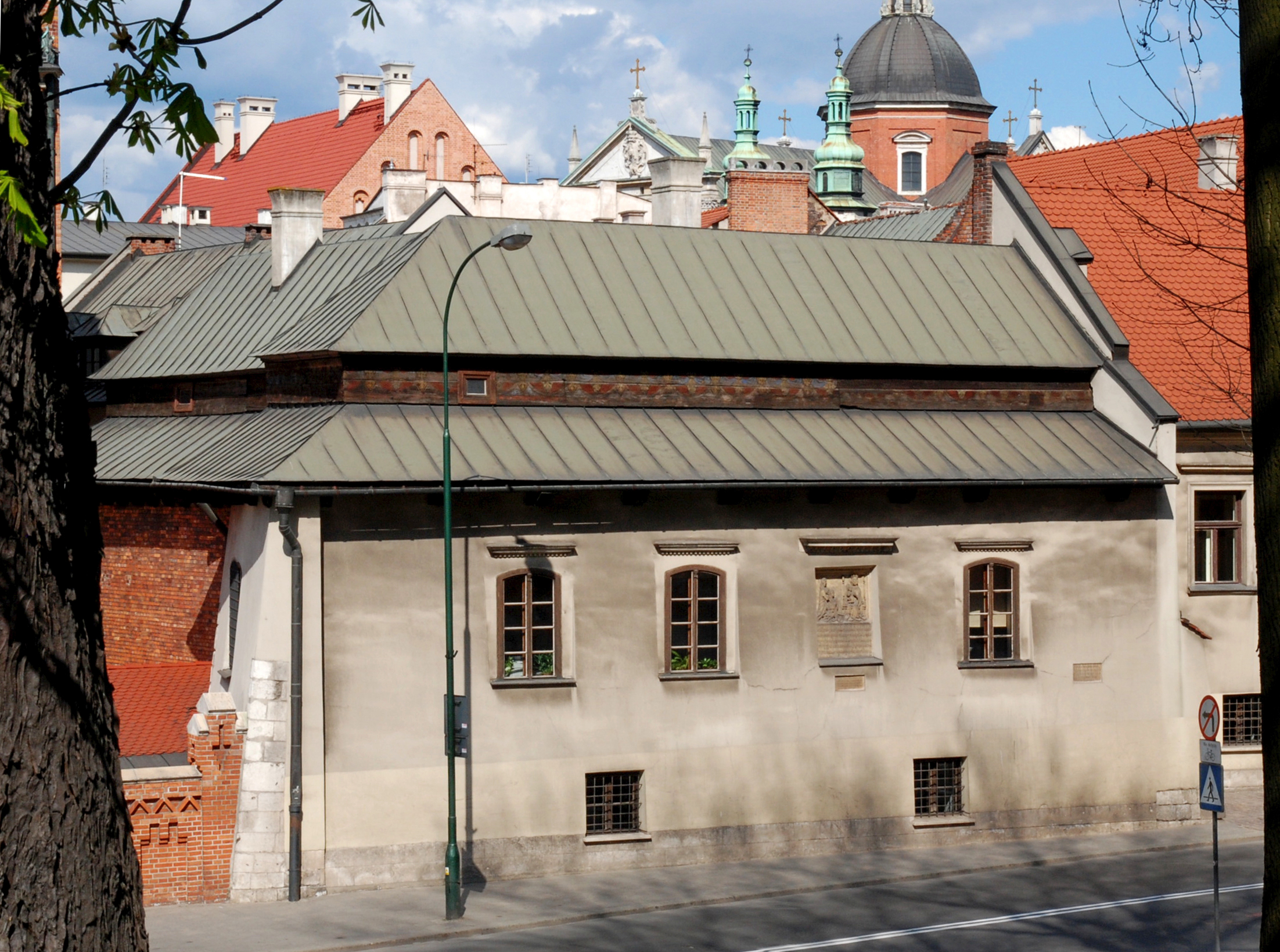
Kraków – budynek z dachem krakowskim (południowe skrzydło Domu Długosza)

Dach łamany – dach dwu- lub czterospadowy, w którym każda z połaci składa się co najmniej z dwóch części wydzielonych załamaniem, uskokiem, gzymsem lub ścianką.
Typami i odmianami dachu łamanego są:
- dach mansardowy – dach, w którym każda z połaci składa się z dwóch części: górnej o mniejszym kącie nachylenia oraz dolnej – stromej,
- dach uskokowy – dach składający się z kilku części, w którym każda z części jest dachem dwu- lub czterospadowym, o takim samym lub bardzo zbliżonym kącie nachylenia połaci. Każda z kolejnych części jest cofnięta w stosunku do części niższej[3],
  - dach łamany polski – dach uskokowy czterospadowy, składający się z dwóch części[4],
  - dach krakowski – odmiana dachu łamanego polskiego z dużym uskokiem (ścianką) pomiędzy dwiema częściami dachu[5].; wstawka między połaciami często dekorowana była profilowanymi listwami lub dekoracją malarską[6].